# Adam Lambert
Adam Mitchel Lambert (* 29. ledna 1982 Indianapolis, Indiana) je americký zpěvák, textař a divadelní herec.

## Život
Narodil se v Indianapolis a vyrostl v San Diegu. V dětství začal vystupovat v amatérských divadlech a této činnosti se pak věnoval i v dospělosti, kdy vystupoval v profesionálních produkcích v USA i v zahraničí. Proslavil se hlavně v roce 2009, kdy se zúčastnil osmé sezóny soutěže American Idol. Ačkoliv skončil na druhém místě, zahájil v listopadu 2009 svoji hudební kariéru vydáním studiového alba „For Your Entertainment“ poté, co podepsal smlouvu s joint-venture ve spolupráci s RCA. Album se po svém vydání umístilo na 3. místě žebříčku Billboard 200, v USA se jej v prvním týdnu prodalo 198 000 kopií a dostalo se do první desítky v žebříčcích několika zemí. Jeho singly „For Your Entertainment“, „Whataya Want from Me“ a „If I Had You“ se také staly mezinárodně úspěšnými. Brzy po vydání tohoto alba byl hlavní hvězdou celosvětového koncertního turné Glam Nation a stal se tak prvním soutěžícím American Idolu, kterému se to povedlo hned v následujícím roce po skončení soutěže. Turné následovalo vydání dalších dvou desek, jedné EP s názvem „Acoustic Live!“ (2010) a Glam Nation Live CD/DVD s živými nahrávkami (2011), které debutovalo jako číslo jedna v hudebním video žebříčku SoundScan.
Adam obdržel kredit výkonného producenta a byl hlavním textařem pro své druhé studiové album „Trespassing“, vydané v květnu 2012, oceněné pochvalnými kritickými ohlasy. Trespassing debutovalo na prvním místě žebříčku alb Billboard 200 a bylo také na vrcholu digitálního žebříčku alb Billboardu a kanadských digitálních alb. Lambert se zapsal do hudební historie jako první otevřený gay umělec, který dosáhl této nejvyšší pozice v žebříčcích.
Je ovlivněn různými umělci a žánry, má okázalý, teatrální a androgynní styl vystoupení a silný, technicky zdatný tenor s rozsahem několika oktáv. Získal několik ocenění a nominací, včetně nominace na cenu Grammy za Best Male Pop Vocal Performance (nejlepší popový zpěvák) v roce 2011, a také byl jmenován příjemcem Honorary GLAAD Media Award v roce 2013.
K dubnu 2012 se celosvětově prodalo skoro 2 milióny kopií jeho prvního alba a do ledna 2011 se prodalo celosvětově také 4,2 milióny singlů. Časopis The Times jej označil jako prvního otevřeného gay popového umělce hlavního proudu, který získal smlouvu s velkým hudebním vydavatelstvím v USA.

## Dětství a školní léta
Narodil v Indianapolis v Indianě dne 29. ledna 1982. Jeho matka Leila je bytová architektka a otec Eber Lambert je programový manažer ve firmě Novatel Wireless. Má mladšího bratra Neila. Předkové jeho otce pocházejí převážně z Norska, jeho matka je židovka. Vychován byl v židovské víře a zpíval hebrejsky takové písně jako „Shir LaShalom“ a „The Prayer“ na koncertu na počest zavražděného premiéra Jicchaka Rabina, a také v Temple of the Arts (Chrám umění) v San Diegu. Krátce po Lambertově narození se jeho rodina odstěhovala do San Diega v Kalifornii a usadila se v Rancho Peñasquitos. Od svých devíti let začal Lambert vystupovat v Metropolitan Educational Theatre Network (nyní MT2) a mimo jiné se objevil v místní produkci divadelních her You're a Good Man, Charlie Brown a Fiddler on the Roof. O několik let později se začal více zajímat o hraní a lekce zpěvu, přičemž stále vystupoval jak v MET2, tak i v budoucím Broadway Bound Youth Theatre Foundation, když přešel na druhý stupeň základní školy Mea Verde a pak na střední školu. Po dobu, co navštěvoval střední školu Mount Carmel (MCHS), se začal velmi silně zajímat o divadlo a sborový zpěv, vystupoval jako zpěvák se školní jazzovou skupinou a soutěžil v místních soutěžích Air Bands. Byl také účastníkem místních profesionálních produkcí jako „Hello, Dolly!“, „Camelot“, „The Music Man“, „Grease“, a „Peter Pan“ na takových místech jako The Starlight, The Lyceum a další. Poté, co v roce 2000 ukončil střední školu, nastoupil na Kalifornskou státní univerzitu ve městě Fullerton, po pěti týdnech ale odešel a odstěhoval se do Los Angeles: „Zjistil jsem, že to co doopravdy chci dělat, bylo zkusit získat práci ve skutečném zábavním světě. Život je o tom, že musíš riskovat, abys dosáhl toho, co chceš.“

## 2001–2008: Začátek kariéry
Svoji první práci získal jako devatenáctiletý, když vystupoval deset měsíců na výletní lodi s produkcí Anity Mann. Poté vystupoval v operetě v Orange County v Kalifornii. V jednadvaceti letech podepsal smlouvu a získal na šest měsíců angažmá v Evropském turné s muzikálem „Hair“ (Vlasy): „Tohle byl pro mě osobně obrovský zlomový bod, protože jsem se konečně začal cítit pohodlně ve své vlastní kůži. Hodně jsem zjistil sám o sobě. Sex, drogy a rock ‘n’ roll, hodně z toho.“ V roce 2004 vystupoval v the Theatre Under the Stars (divadlo Pod hvězdami) ve hrách „Brigadoon“ a v Pasadena Playhouse produkci „110 in the Shade“, dokud nebyl obsazen do role Joshuy v „The Ten Commandments: The Musical“ v Kodak Theatre společně s Valem Kilmerem. Lambert, stále neznámý, byl jednou z mála postav tohoto představení, které získaly kladné hodnocení. Všiml si jej castingový režisér muzikálu Čarodějka a zaměstnal jej jako náhradníka pro roli Fiyera a jako člena sboru v prvním celostátním turné s produkcí tohoto muzikálu od roku 2005. Od roku 2007 pak pro představení v Los Angeles. Své vystupování v tomto muzikálu ukončil v roce 2008. Počínajíc rokem 2004 pravidelně vystupoval v „Upright Cabaret“ a „Zodiac Show“, jejímž spolutvůrcem byla Carmit Bachar z Pussycat Dolls.
Během této doby byl krátce frontmanem undergroundové rockové kapely The Citizen Vein, společně se Stevem Sidelnykem, Tommy Victorem a Monte Pittmanem. Vzpomíná na to: „Udělali jsme tři vystoupení a to bylo všechno. A nahráli jsme pár věcí, jako hrubé nahrávky, a já nevím, ale tak nějak to neklaplo.“ Také pracoval jako demo zpěvák a studiový zpěvák – soubor jeho nahrávek z roku 2005 byl později vydaný Hi Fi Recordings a Wilshire Records jako album „Take One“ (v roce 2009). Po vydání tohoto alba Lambert prohlásil: „Tenkrát v roce 2005, když jsem byl umělec, který se snažil prorazit, jsem byl zaměstnán jako studiový zpěvák, abych propůjčil své vokály skladbám, které napsal někdo jiný. Tenkrát jsem byl na dně a tohle byla moje šance vydělat si pár pětek, takže jsem po této příležitosti skočil, mohl jsem poprvé nahrávat v profesionálním studiu. To, co jsem dělal předtím, se vůbec neodráží v hudbě, kterou dělám ve studiu teď.“

## American Idol

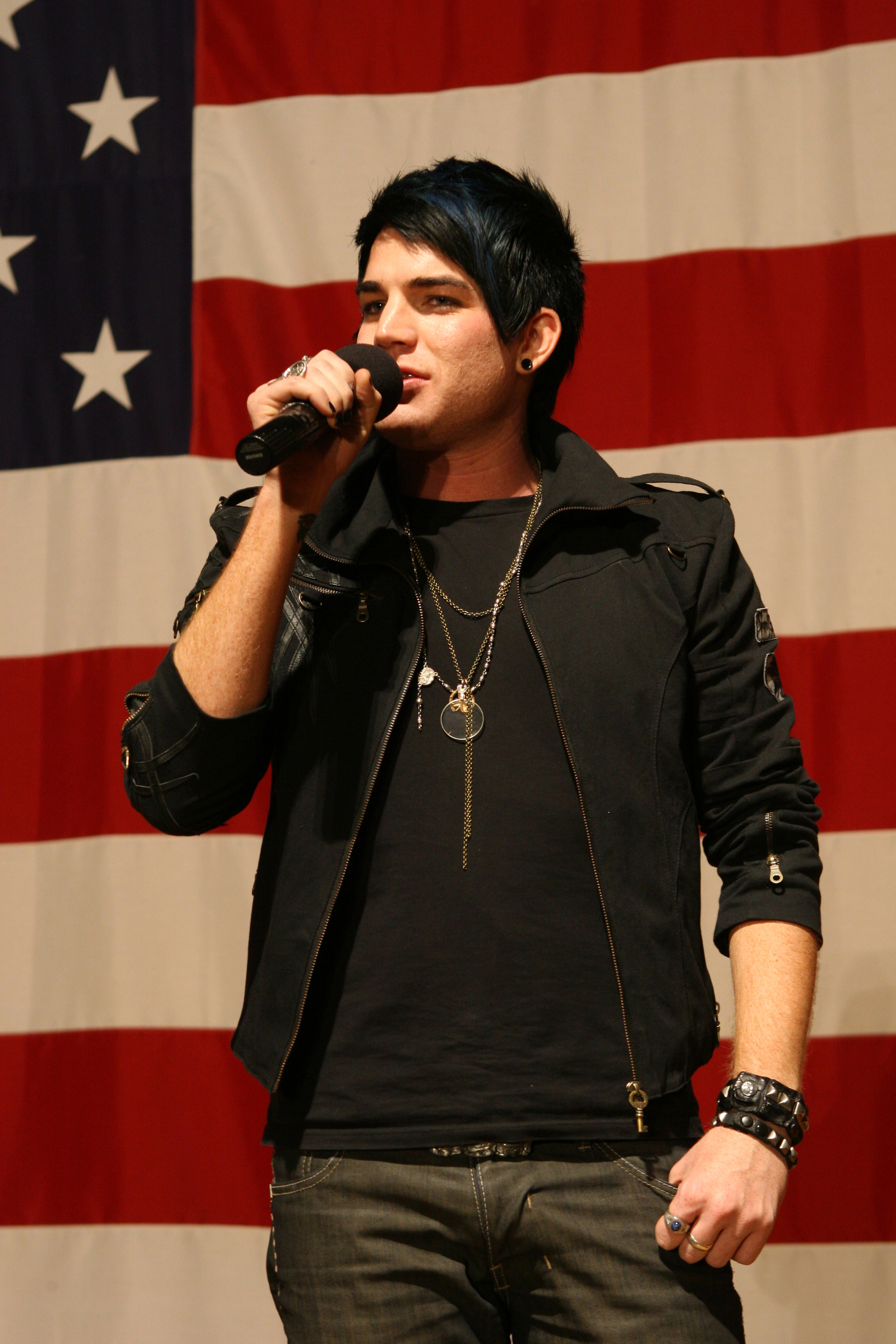
Adam Lambert

V roce 2009 se zúčastnil konkurzu na 8. řadu soutěže American Idol, během nějž zazpíval „Rock With You“ a „Bohemian Rhapsody“.
V průběhu soutěže zpíval písně jako „Black or White“ od Michaela Jacksona, pozměněnou verzi skladby „Ring of Fire“ nebo akustickou verzi „Track of My Tears“ od The Miracles. Když tuhle verzi slyšel Smokey Robinson, původní zpěvák a skladatel této písně, obdržel od něj Adam obrovské ovace. Podobného ocenění se Adamovi dostalo i za píseň „Mad World“, ovšem v tomto případě mu jej udělil samotný Simon Cowell.
Během finálového večera vystoupil s písněmi „Beth“, „Detroit Rock City“ a „Rock and Roll All Nite“, po boku rockové skupiny Kiss. Ještě před vyhlášením výsledků vystoupil s druhým finalistou Krisem Allenem, který se později stal vítězem, po boku kytaristy Briana Maye a bubeníka Rogera Taylora ze skupiny Queen s písní We Are the Champions.
Během soutěže se na internetu objevily fotografie, na kterých se Lambert líbá s jiným mužem. Lambert potvrdil, že na fotografiích je skutečně on, a že se nemá za co stydět, že nikdy neskrýval nic o svém životě. Jeho sexuální orientace se následně stala předmětem diskuze v médiích i mezi diváky American Idol. Pokud by vyhrál, byl by prvním gayem, o jehož sexuální orientaci se vědělo již v době průběhu soutěže, který vyhrál American Idol (Clay Aiken, který skončil v druhé řadě American Idol v roce 2003 druhý, se ke své sexuální orientaci přiznal v roce 2008 a Will Young, vítěz britské verze této soutěže, se přiznal až po svém vítězství). Když se ho pro rozhovor v časopise Rolling Stone zeptali, zda spekulace o jeho sexuální orientaci nějak ovlivní výsledek soutěže, odpověděl: „pravděpodobně“. Lambert nakonec potvrdil, že je gay, krátce poté, co v soutěži skončil druhý za Krisem Allenem.
S Allison Irahetou a Krisem Allenem, kteří byli spolu s ním účastníky 8. kola soutěže Americký Idol, se Adam Lambert v průběhu soutěže sblížil a dodnes zůstali přáteli.
Vystoupení:
| Kolo       | Téma                                                    | Výběr písně                                            | Původní interpret                                   | Pořadí  | Výsledek           |
| ---------- | ------------------------------------------------------- | ------------------------------------------------------ | --------------------------------------------------- | ------- | ------------------ |
| Konkurz    | Výběr soutěžícího                                       | „Rock With You“, „Bohemian Rhapsody“                   | Michael Jackson, Queen                              | N/A     | Postoupil          |
| Hollywood  | Výběr soutěžícího                                       | „What's Up“                                            | 4 Non Blondes                                       | N/A     | Postoupil          |
| Hollywood  | Skupinové vystoupení                                    | „Some Kind Of Wonderful“                               | Soul Brother Six                                    | N/A     | Postoupil          |
| Hollywood  | Výběr soutěžícího                                       | „Believe“                                              | Cher                                                | N/A     | Postoupil          |
| Semifinále | Výběr soutěžícího                                       | „(I Can't Get No) Satisfaction“                        | The Rolling Stones                                  | 12      | Postoupil          |
| Top 13     | Michael Jackson                                         | „Black Or White“                                       | Michael Jackson                                     | 11      | Postoupil          |
| Top 11     | Grand Ole Opry                                          | „Ring Of Fire“                                         | Anita Carter                                        | 5       | Postoupil          |
| Top 10     | Motown                                                  | „The Tracks Of My Tears“                               | The Miracles                                        | 8       | Postoupil          |
| Top 9      | Nejpopulárnější stáhnuté písně                          | „Play That Funky Music“                                | Wild Cherry                                         | 8       | Postoupil          |
| Top 8      | Rok narození                                            | „Mad World“                                            | Tears For Fears                                     | 8       | Postoupil          |
| Top 7      | Filmové hity                                            | „Born To Be Wild“                                      | Steppenwolf                                         | 3       | Postoupil          |
| Top 7      | Disco                                                   | „If I Can't Have You“                                  | Yvonne Elliman                                      | 5       | Postoupil          |
| Top 5      | Rat Pack Standards                                      | „Feeling Good“                                         | Cy Grant                                            | 5       | Spodní dvojka      |
| Top 4      | Rock and Roll                                           | „Whole Lotta Love“, „Slow Ride“ s Allison Irahetou     | Led Zeppelin, Foghat                                | 1, 6    | Postoupil          |
| Top 3      | Výběr porotce, výběr soutěžícího                        | „One“, „Cryin'“                                        | U2, Aerosmith                                       | 3, 6    | Postoupil          |
| Top 2      | Výběr soutěžícího, výběr Simona Fullera, společná píseň | „Mad World“, „A Change Is Gonna Come“, „No Boundaries“ | Tears For Fears, Sam Cooke, Kris Allen/Adam Lambert | 1, 3, 5 | Poražený finalista |

## Kariéra po skončení American Idol

### 2009 For Your Entertainment

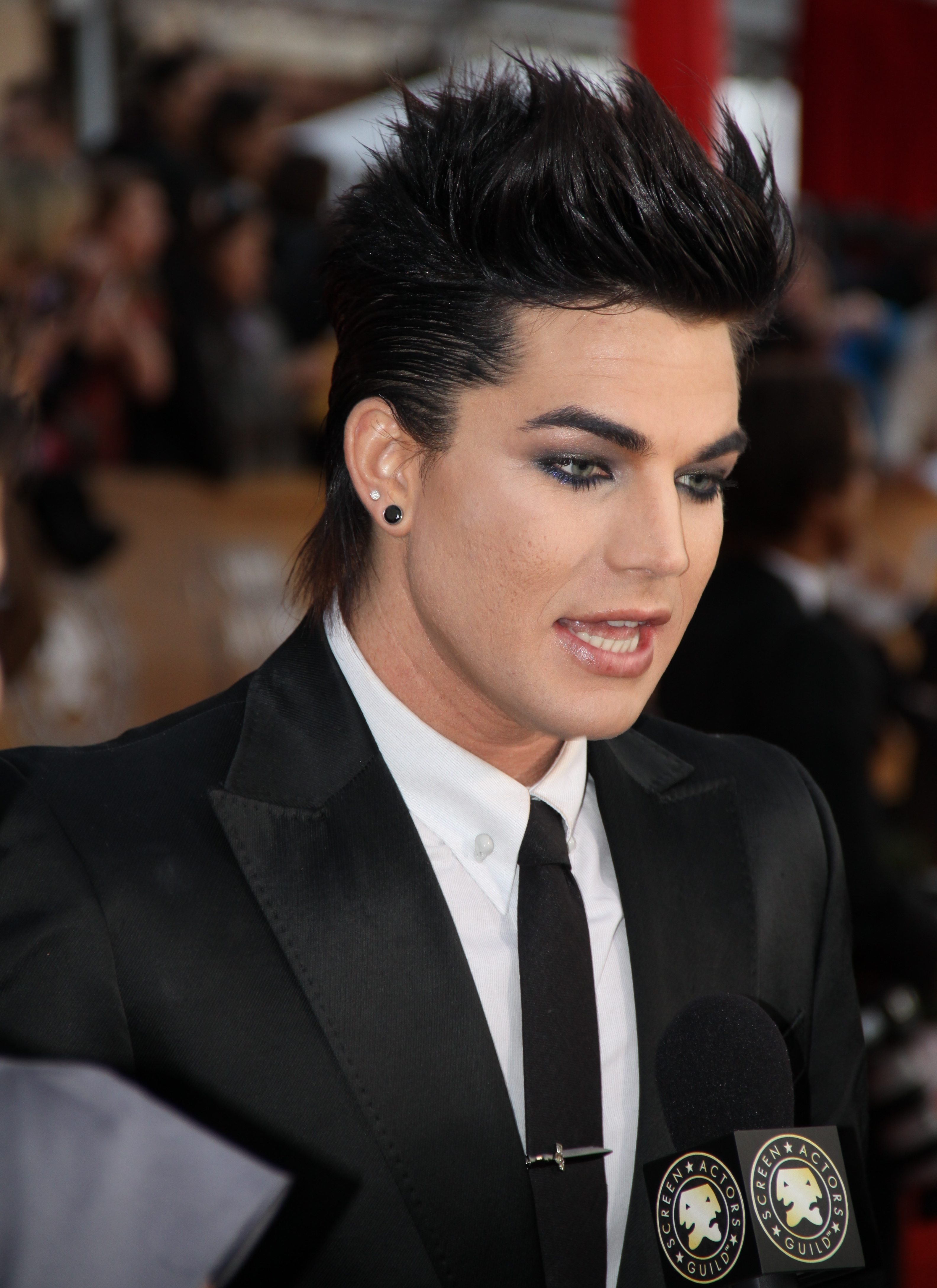
Adam Lambert na SAG Awards, 2010

V listopadu 2009 vydal své první album For Your Entertainment, které se umístilo na 3. příčce Billboard 200. Během prvního týdne se ve Spojených státech prodalo víc než 198 000 jeho kopií. Když Adam na desce pracoval, řekl, že chce, aby bylo multi-žánrové a že by mělo obsahovat rock, pop, elektronickou hudbu i dance-pop. Po vydání tohoto CD dokonce řekl, že některé z písní zní jako „Dark Disco“.
Na desce spolupracoval s producentským týmem ve složení Greg Wells, Ryan Tedder, Max Martin, Sam Sparro, RedOne, Dr. Luke a Linda Perry. Píseň „Whataya Want From Me“, za níž Lambert získal nominaci na cenu Grammy, napsala zpěvačka Pink původně pro své album Funhouse. Píseň na album ale nezařadila a přenechala ji Lambertovi. Součástí alba je také skladba Fever, kterou složila Lady Gaga.
Dne 20. října 2009 přijal Lambert nabídku k natočení písně „Time For Miracles“ pro katastrofický film 2012. Tento singl je i na jeho debutové desce jako jedna z bonusových písní.
Dne 28. října 2009 potvrdil Lambert přes svůj účet na Twitteru, že pilotním singlem jeho prvního studiového alba se stane stejnojmenná píseň „For Your Entertainment“, kterou produkoval Dr. Luke.
V listopadu 2009 Lambert vystoupil s titulním singlem „For Your Entertainment“ na American Music Awards of 2009. Při představení políbil klávesistu, dal si hlavu tanečníka k rozkroku a jiného za rozkrok popadl. Za toto vystoupení obdržela televizní stanice ABC více než 1500 stížností od diváků. Ostře proti tomuto představení vystoupilo sdružení Parents Television Council, protože kvůli časovému posunu bylo toto vystoupení v některých oblastech USA vysílané před desátou hodinou večerní.
Lambert své chování hájil prohlášením, že „ženy tohle dělají už roky – zdůrazňují svou sexualitu – ale jakmile to udělá muž, každý se může zbláznit. Jsme v roce 2009 – je načase riskovat, být odvážnější, je čas otevřít lidem oči a jestli se jim to nelíbí, pak asi nejsem ten pravý zpěvák pro ně. Můj cíl nebyl lidi naštvat, chtěl jsem upozornit na svobodu vyjádření a svobodu umění.“
Kvůli stížnostem ABC zrušilo Lambertovu účast v „Good Morning America“. Toho využilo CBS a pozvalo jej na stejný den, aby účinkoval v The Early Show v New Yorku.

### 2010 – Glam Nation Tour a práce na druhé studiové desce
V dubnu 2010 se Adam Lambert vrátil do soutěže American Idol, kde po dobu jednoho týdne sloužil jako rádce ostatním soutěžícím. V červnu 2010 obdržel své první zahraniční ocenění na kanadských MuchMusic Video Awards. Dne 4. června 2010 se vydal na své první sólové turné Glam Nation Tour, které trvalo bezmála půl roku a během něhož odehrál 115 koncertů.
Dne 6. prosince 2010 vydal akustické EP Acoustic Live!. Po skončení svého prvního turné také potvrdil, že začal pracovat na své druhé studiové desce, která vyjde v roce 2012.

### 2012–2013 Trespassing

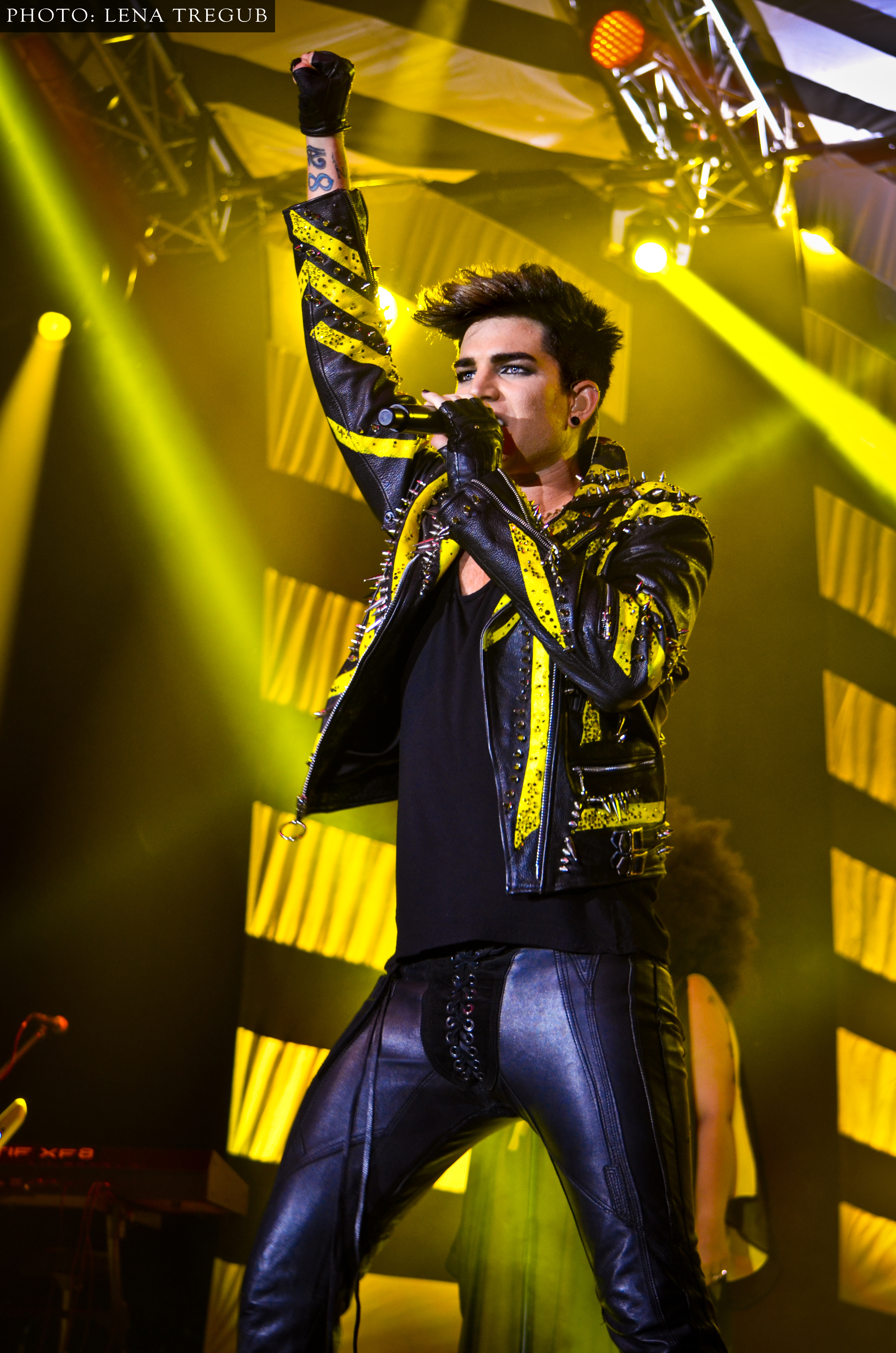
Adam Lambert na svém turné v Kyjevě, Ukrajina březen 2013

Poté, co v srpnu 2011 změnil svůj management z 19 Entertainment na Direct Management Group, Lambert oznámil, že jeho velmi očekávané druhé studiové album Trespassing by mělo být vydáno 2. března roku 2012, a že také bude jeho výkonným producentem. Kvůli doplnění alba o novou skladbu se jeho vydání opozdilo a Lambert na konci března oznámil, že vyjde 15. května 2012. Titulní skladbu napsal spolu s vítězem Grammy Pharellem Williamsem, zatímco hlavní singl „Better Than I Know Myself“ ve spolupráci s Dr. Luke a Claude Kelly. Tento singl byl vydán digitálně 20. prosince 2011. Jeho první živé vystoupení s touto skladbou v Noční show Jaye Lenoe získalo velmi pozitivní kritiky, zaměřené na Lambertovy dokonalé vokály a více umírněný, kultivovaný vzhled. Jeho repríza na The Ellen DeGeneres Show přinesla rovněž příznivé kritiky. Dominantní obal toho alba, od Lambertova přítele a výtvarného ředitele/fotografa pro Trespassing, Lee Cherryho je dramatickým odklonem od toho, co můžeme vidět na obalu For Your Entertainment z roku 2009 a signalizuje novou éru v jeho kariéře.
Lambert měl premiéru svého provokativního a „fantasticky umělecky režírovaného“ videa k „Better Than I Know Myself„ v únoru 2012. Toto video, které režíroval Ray Kay, vás pomocí rozdělené obrazovky a osobnosti přivádí do světa, ve kterém se střetávají a splývají temnota a světlo. Tato vícevýznamovost, která je přiřazená k tomuto dílu, slouží jako představení tématu Trespassing, o kterém Lambert říká, že skrze tu píseň odráží jeho temné i světlé stránky.
V únoru přišla zpráva, že by Lambert měl vystoupit v červenci s Queen jako headline na festivalu Sonisphere v UK. Toto vystoupení mělo být signifikantní, protože Knebworth Park – místo, kde se měl festival konat, bylo posledním místem, kde vystupoval Freddie Mercury v srpnu 1986. V diskusi k této spolupráci Brian May podotknul, že očekává, že Lambert bude „skvělým interpretem“ Mercuryho písní. Festival Sonisphere byl později zrušen, kvůli problémům s logistikou a vlivem dalších okolností. O několik dnů později Roger Taylor oznámil, že Queen a Lambert budou spolu vystupovat v Moskvě, dále pak oznámili, že přidají další dvě show v Londýně a jednu v Kyjevě, ve které bude jako hlavní hvězda vystupovat Elton John. Na konci dubna byl přidán pátý koncert ve Vratislavi, jako headline tamějšího rockového festivalu. Protože první dvě vystoupení v Londýně byla okamžitě vyprodaná, Queen oznámili, že přidají ještě třetí Londýnský koncert.
Finální verze spolupráce Queen a Adama Lamberta začala dvouhodinovou velkolepou podívanou pod záštitou UEFA v Kyjevě 30. června v předvečer vyvrcholení fotbalového šampionátu EURO 2012. Stovky tisíc fanoušků na ukrajinském hlavním náměstí ocenily toto vystoupení pro Lambertův umělecký talent, hlasovou výjimečnost a schopnost interpretace, která se sebejistotou vyvážila staré a nové. Koncert na Olympijském stadionu v Moskvě se konal 3. července, zatímco ten následující na městském stadionu v Polsku byl naplánován na 7. července. Kvůli významnému postavení Queen v Anglii a jejich spojení s nově příchozím Lambertem, měly tři londýnské koncerty v HMV Hammersmidth Apollo spoustu recenzí. Téměř jednotně byly tyto koncerty známé pro Lambertovo vokálové vedení, jeho ‘sexy’ a ‘vzrušující’ vystupování, společně se vzájemnou spoluprací, kterou Brian May nazval „organickou“.
Trespassing byl vydán 15. května 2012 a bylo přijato převážně s pozitivními kritikami. Lambert tweetoval své nadšení, když zjistil, že jeho album se udrželo celý první den na vrcholu žebříčku alb iTunes v USA. 23. května album debutovalo na první pozici žebříčku Billboard 200 s prodejem 78 000 kopií. Lambert se opět chopil Twitteru, aby se zmínil o historickém významu toho, že je prvním otevřeným gayem umělcem, který dosáhl tohoto vrcholu a ocenil pomoc svých fanoušků. V Anglii toto album debutovalo v žebříčku na čísle 3.
Jeho druhý singl „Never Close Our Eyes“, který napsal Bruno Mars a produkoval Dr. Luke, byl vydaný digitálně 17. dubna s velmi pozitivními kritikami. Dne 27. dubna debutoval v národní televizi na 'Jimmy Kimmel Live!', kde Lambert vystoupil a opět získal pozitivní kritiky. Dne 14. května se zúčastnil pořadu 'Good Morning America', kde zazpíval svůj nový singl a zahrál si na moderátora pro Pop News.
Lambert se vrátil do Amerického Idolu týden před jeho finále. Byl to jeho třetí návrat do této soutěže. Vystoupení „Never Close Our Eyes“ 17. května bylo podmanivé pro jeho pulzující energii a uchvátilo také mocnými vokály, které se staly Lambertovým charakteristickým znakem.
Video pro „Never Close Our Eyes“, které vyšlo 29. května 2012, dalo tomuto songu více manifestační obsah, stejně jako tomu bylo u Lambertova prvního oficiálního Trespassing videa (BTIKM). Video, režírované Dori Oskowitzem, zobrazuje pochmurný, futuristický, Orwellovsky laděný svět, který se změní díky rebelii. Ta je vizuálně znázorněná zářícími, neónovými barvami a oslavným tancem. Tímto znakem, který je triumfem sebevyjádření, propaguje album souboj mezi temnotou a světlem a boj za sebeuvědomění sebe sama.
Na jaře a v létě 2012 Lambert vystupoval napříč Evropou, Severní Amerikou, Japonskem a Austrálií, kde zpíval na festivalech, v rádiích, televizi a na koncertech. Zlatými hřeby tohoto promočního turné byla jeho účast na The Graham Norton Show ve Velké Británii, stejně jako jedno z hlavních vystoupení na Summer Sonic Festivalu 2012 v Tokiu a Osace a akustické vystoupení na Top 40 Lounge v Sydney, kde byl jeho cover „Is This Love“ od Boba Marleyho označen jako ‘úžasný’ a ‘ohromný’.
30. srpna se zúčastnil finále The Voice of China, což je nejvíce populární program v Číně, sledovaný stovkami miliónů diváků v televizi i online. Byl jediným západním zpěvákem, který byl do tohoto vysílání pozván a zazpíval s jedním ze soutěžících duet „Whataya Want From Me“. Také vystoupil s písní „Trespassing“. Kromě toho, že byl Lambert prvním západním umělcem, který se této show zúčastnil, je také prvním účastníkem Amerického Idolu, který měl samostatný koncert v Číně, když se tam vrátil v květnu 2013.
Lambertův třetí singl „Trespassing“ byl vydán jako část remixového EP s osmi skladbami, součástí kterého byla i rádiová editace originálu této písně. V rádiu se Trespassing začal oficiálně hrát 8. října a EP bylo digitálně dostupné od 16. října. Remixové CD album je k dostání výhradně na Lambertových oficiálních webových stránkách. Trespassing debutoval jako číslo 1 v žebříčku Billboard Hot Dance Singles Sales chart a získal tím Lambertovi desáté číslo 1 v Billboardových žebříčcích.
23. října si Lambert zahrál ve speciální Halloweenské epizodě televizní série Pretty Little Liars (Prolhané krásky), kterou vysílá televizní stanice ABC a také tam zazpíval dvě písně z alba Trespassing „Trespassing“ a „Cuckoo“. Tato epizoda se stala programem, který měl toho dne největší sdílení na sociálních sítích a byla epizodou s největší sledovaností ve čtrnáctileté historii Halloweenských speciálů na ABC Family TV, byla také velkým úspěchem v žebříčku sledovanosti televizních pořadů tohoto večera.
V listopadu se Trespassing umístil na 9. místě na seznamu „Best Pop Albums of 2012“ (Nejlepších alb roku 2012).
V listopadu 2012 Lambert poprvé vystoupil v Jihoafrické republice jako hlavní hvězda koncertů v Kapském Městě a Johannesburgu. Tato vystoupení přitáhla pozornost médií, posílenou jeho coverem písně „Are You Gonna Go My Way“. Jihoafrické The Sunday Times nazvaly Lambertovu Johannesburské vystoupení ‘impozantním’ a ‘úchvatným’ s konstatováním: „Jeho hlas je úžasný a dokáže lidi neskutečně pobavit“.
Dne 30. listopadu Lambert vystupoval na 2012 Mnet Asian Music Awards (2012 MAMA), akci, která se konala v Hongkongu a byla vysílána do 85 zemí pro více než 2,3 miliardy diváků. Byl opěvován za svůj mocný hlas a za to, jak dokáže ovládnout jak pódium, tak módní vzhled na této akci. Ještě předtím Lambert vystoupil v Kantonu (v Číně) na privátní akci Mercedes-Benz a pak se po MAMA vrátil do Šanghaje na „Hennessy Artistry“, koncertní sérii a kampaň sponzorovanou Hennessy, která je mixem hudebních žánrů a vrcholových umělců z celého světa. Při svém pobytu v Šanghaji poskytnul rozhovor CCTV, čínské celostátní televizi.
Lambert uváděl a vystupoval na koncertě 2012 VH1 Divas, který byl vysílán živě 16. prosince 2012 a jehož tématem byla taneční hudba, včetně speciální pocty Donně Summer a Whitney Houston. V části věnované poctě Donně Summer zpíval s Keri Hilson a Kelly Rowland. Show zahájil písní Let’s Dance od Davida Bowieho a vystoupil s hitem Madonny Ray of Light. Lambert byl chválen za svoje vystupování, módní styl a zpěv. Výtěžek koncertu šel na podporu nadace VH1 ‘Save The Music Foundation’, neziskovou organizaci, která podporuje hudební výchovu ve veřejných školách.
Album Trespassing bylo oceněno v mnoha anketách, mezi jinými i jako nejlepší album roku od Rolling Stone a Ryana Seacresta (Ryan Seacrest.com), na jehož stránkách byl Adam také zvolen „Nejlepším umělcem roku“, na Billboardu skončilo na 3. místě jako jedno z oblíbených 200 alb č. 1 a bylo také na 8. místě posledního čísla roku 2012 časopisu People v jejich seznamu „Top Ten Music“ (Nejlepší hudba) tohoto roku. Na VH1 byly dva singly tohoto alba mezi 40 nejvíce sledovanými videi na 4. a 36. místě, Queen + Adam Lambert byli jmenováni v Gigwise nejlepším živým vystoupením roku 2012 a časopis Classic Rock je jmenoval jednou z nejlepších událostí roku.
V lednu bylo oznámeno, že Lambert opouští 19 Recordings, kde mu vypršel kontrakt, ale že zůstává u nahrávací společnosti RCA a zároveň že začíná pracovat na svém třetím studiovém albu.
Dne 31. ledna Adam vystupoval v Hammerstein Ballroom v New Yorku na nadačním gala koncertu We Are Family Foundation, na kterém také převzal cenu Unity Award. Bylo to poprvé, kdy zpíval píseň „Shady“ se Samem Sparro a Nilem Rodgersem, dvěma umělci, kteří jsou spoluautory této nahrávky.
Dne 17. února Lambert zahájil v Soulu své turné „We Are Glamily Tour“, které mělo celkem 17 vystoupení v Asii a Evropě. Vyprodaná show měla spoustu dobrých kritik se zaměřením na jeho cover Rihanniny písně „Stay“. Adamův projev byl nazván ‘bezchybným’, ‘fantastickým’ a dokonce lepším než samotný originál. Toutéž dobou byl jmenován oficiálním mluvčím čínského vydání videohry Rift, vydaný firmou Shanda, která využila jeho popularity v regionu. Během svého sólo koncertu v Číně, který se konal 3. března, získal značnou pozornost čínských médií.
Na jeho prvním sólo koncertu v Hongkongu 5. března vzbudily pozornost dvě nové naživo zazpívané písně „Time for Miracles“ a cover „Shout“, které zaujaly skvělým přednesem a úžasnými vokály. Jeho příjezd do Singapuru 8. března následoval po celotýdenních controverzních stížnostech tamějších médií, kontrolovaných úřady, že jeho show propaguje životní styl gayů s doporučením, aby show byla přístupná až od 16 let. Lambert se k tomuto problému vyjádřil na svém koncertě slovy: „Jediný životní styl, který propaguji, je ten, který je o lásce a přátelství, hudbě, radosti a módě. Takže, kdokoliv chce být součástí tohoto stylu, jo, my akceptujeme každého.“ Tento koncert dostal velmi dobré kritiky, jeho vokály byly nazvány ‘dechberoucími’ a samotná show ‘kouzelnou hrou světel, zvuku a barev.’
Ještě během svého pobytu v Bělorusku, kde měl svůj první koncert 15. března, se Lambert opět stal kontroverzním tématem v souvislosti se svými plánovanými koncerty v Rusku. Zastánci zákona proti homosexuálům žádali ruský soud, aby stanovil hranici pro vstup na jeho koncert v Petrohradu od 18 let. K tomu ale nedošlo, i když se začátek koncertu zdržel kvůli anonymním výhrůžkám možného násilí proti Lambertovi, jeho skupině a účastníkům koncertu. I přes tyto komplikace koncert nakonec proběhl bez problémů. Celé turné bylo zakončeno koncertem ve vyprodané aréně v Helsinkách 22. března.

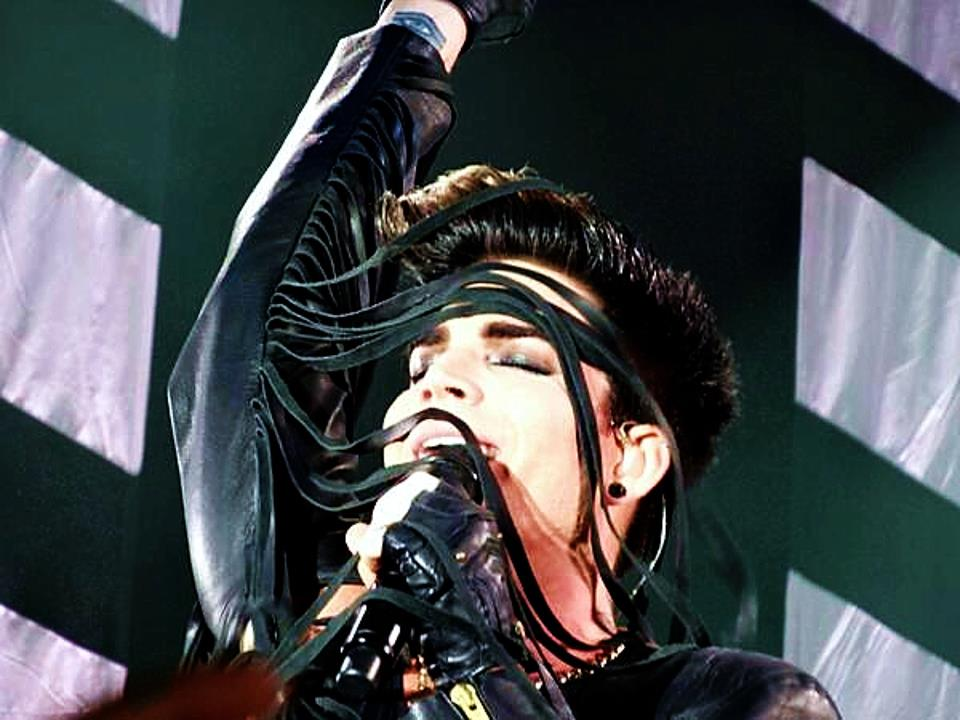
Adam Lambert Helsinki, Finsko 22. 3. 2013

Lambert vyhrál cenu STAR TV v kategorii „Favorite International Artist“ (“Oblíbený mezinárodní umělec“) na 17. Čínských hudebních Awards, které se konaly v dubnu v Macau, a kde také zazpíval dvě písně ze svého alba Trespassing. Televizní a internetové vysílání tohoto pořadu sledovalo odhadem kolem 2 miliard lidí. O několik dnů později se Lambert vrátil do Šanghaje, aby zde nahrál vstup pro Dragon TV 80 Talk Show, včetně jeho vystoupení s písní „Pop That Lock“ z Alba Trespassing. Natočil také „Mad World“ pro zahajovací díl Čínského Idolu, který byl uvedený na TV Dragon 19. května v hlavním vysílacím čase. Lambert si také vyzkoušel roli porotce během konkurzu na Čínský Idol a účastnil se kampaně pro tento nový program.
Společně s Frankem Ocean získal Lambert v květnu cenu pro ‘Výjimečného hudebního umělce’ na 24. ročníku GLAAD Media Awards.
16. května se vrátil počtvrté za sebou na Americký Idol, aby tam vystoupil v duetu s Angie Miller – jednou ze tří finalistů na finále 12. sezóny této soutěže. The Hollywood Reporter nazval jejich vystoupení s písní „Titanium“ ‘nejlepším okamžikem’ toho večera.
Spolutvůrce seriálu Glee, Ryan Murphy 10. července 2013 oznámil, že se Lambert připojí v páté sérii k hereckému týmu tohoto seriálu televizní stanice Fox. Zatím nebylo upřesněno, jestli to bude hostující role nebo bude regulérním členem týmu. Tento seriál byl v roce 2012 na čtvrtém místě mezi televizními pořady, které vydělávají nejvíce peněz.
V dopise, který zaslal 12. července The Holywood Reporter Lambert uvedl, že opouští RCA kvůli jejich rozdílným uměleckým názorům ohledně jeho budoucí tvorby. RCA se snažilo donutit Lamberta vydat coverové album, což on odmítl s následujícím vyjádřením: „Z hloubi svého srdce se teď necítím na to, abych dělal coverové album... Jsem už hluboce ponořen do psaní nového materiálu pro zcela nové album s některými velmi talentovanými kolegy a ani nemohu říct, jak se těším, až budu moci sdílet tento nový směr a nahrávky. Tohle je hudba mého srdce.“

### 2013–2014 Adam na GLEE
Adam vystupoval jako hostující charakter v pěti epizodách páté řady amerického seriálu GLEE. Jeho postava, kterou hrál v seriálu se jmenovala Elliott Gilbert. Poprvé se ale objevil na scéně jako Starchild v díle nazvaném ‘A Katy or a Gaga’, který se v USA vysílal 7. listopadu 2013.
Přehled epizod Glee ve kterých Adam hrál:
5x04 – A Katy or a Gaga
5x07 Puppet Master
5x09 Frenemies
5x10 Trio
5x14 New New York

### 2014 Queen + Adam Lambert – společné turné a vystoupení v TV

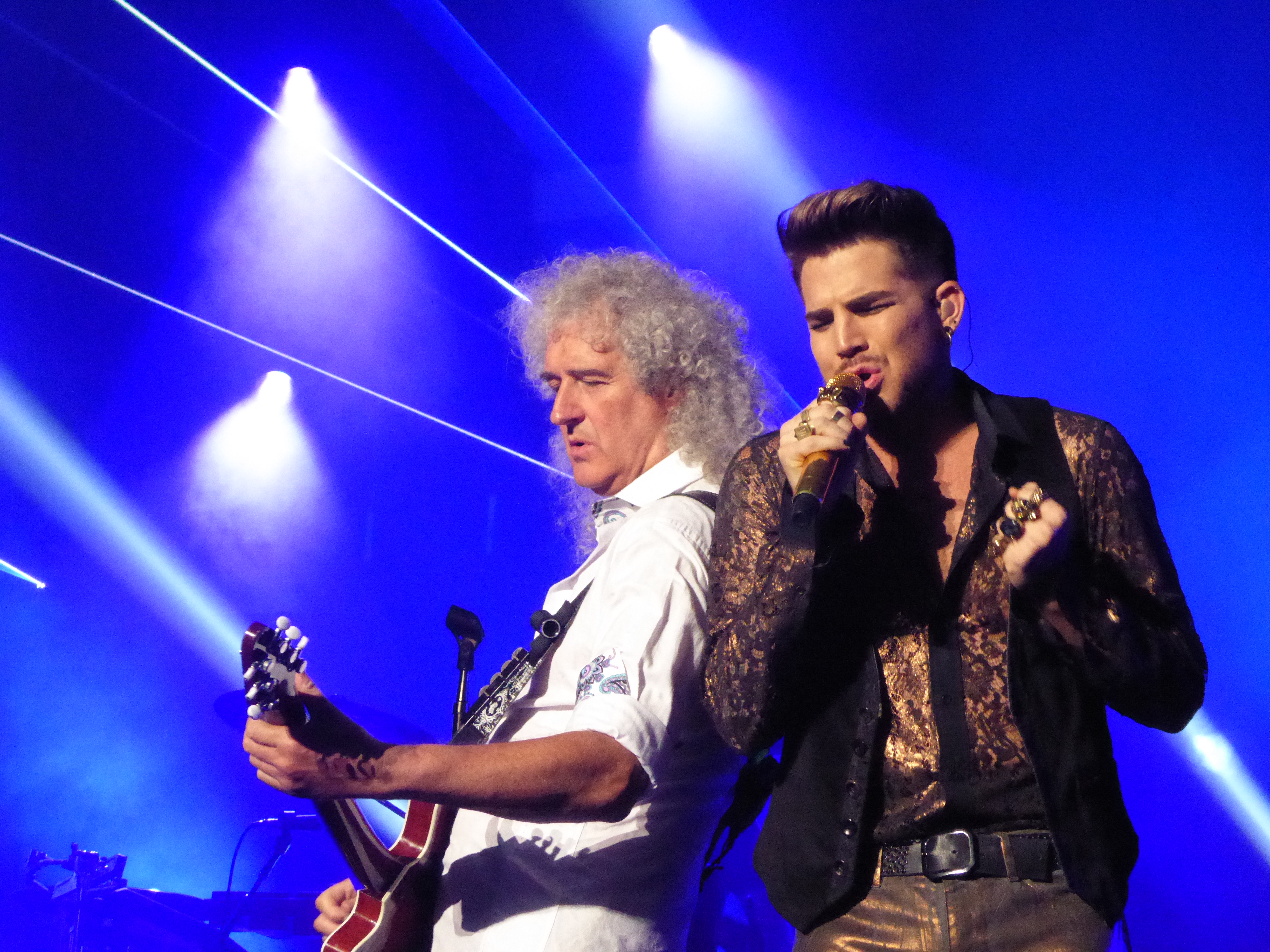
Lambert a May na Queen + Adam Lambert turné 2014

Po krátkém miniturné v roce 2012 – QUEEN AND ADAM … THE BEST SHOW? a jejich úspěšném vystoupení na iHeartRadio festivalu na podzim roku 2013, bylo jasné, že spojení dvou zbývajících členů skupiny Queen a Adama Lamberta má zcela určitě budoucnost a spousta fanoušků jak Queen tak Adama Lamberta si žádala další turné. Jejich volání bylo vyslyšeno a 6. března 2014 Queen a Adam Lambert oznámili společné turné po Severní Americe, které pak rozšířili o koncerty v Jižní Koreji, Japonsku, Austrálii a na Novém Zélandu. Turné mělo původně 19 zastávek a mělo začít 19. června v Chicagu. Zanedlouho po zahájení prodeje vstupenek, 15. března, ale Adam Lambert oznámil, že QAL vyprodali koncert v Madison Square Garden a že pro velký zájem o vstupenky na všechny koncerty Queen s Adamem přidali dalších 5 nových termínů. QAL turné mělo v roce 2014 nakonec celkem 35 koncertů (24 v USA a v Kanadě, 1 v Jižní Koreji, 2 v Japonsku, 6 v Austrálii a 2 na Novém Zélandu) a většina z nich měla vyprodáno. Nejen že se celé turné setkalo v velkým ohlasem tisku i publika, ale fanoušci, stejně jako Dr. Brian May a Roger Taylor (kytarista a bubeník skupiny Queen) nešetřili chválou na Adama Lamberta, jeho vynikající výkon na každém z koncertů a také na jeho skromnost a profesionalitu nejen při vystoupeních, ale i v zákulisí při turné i mimo ně. Queen a Adam Lambert získali na podzim 2014 ocenění Skupina roku, které převzali 4. listopadu 2014 na Classic Rock Awards v Los Angeles. Koncem září 2014 Queen a Adam Lambert oznámili pokračování svého úspěšného turné i v roce 2015, tentokrát v Evropě a UK. K původně oznámeným 21 termínům koncertů přibyl záhy nový termín druhého koncertu v O2 aréně v Londýně (poté, co se ten první vyprodal během několika dnů) a o něco později pak byly přidány další 4 koncerty v Polském Krakově a v anglických městech Wembley, Liverpoolu a Sheffield. Fanoušky z České republiky potěšilo, když na seznamu koncertů našli také O2 Arénu v Praze (koncert v Praze se konal 17. února 2015).
V samém závěru roku 2014 Queen spolu s Adamem Lambertem společně vystoupili v několika televizních pořadech v rámci propagace svého evropského turné. První bylo jejich vystoupení v přímém přenosu na anglické talentové soutěži The X Factor (Velká Británie), 30. listopadu 2014. Při svém vystoupení zahráli skladbu Somebody to Love a na závěr obdrželi nejen bouřlivý potlesk publika, ale také ovace ve stoje od všech členů poroty. (Video s QAL vystoupením na YouTube můžete najít zde).
Na Vánoce 2014 (26. prosince) dostali fanoušci Queen a Adama Lamberta jako dárek jejich vystoupení v pořadu německé televize Helene Fischer Show, kde zazpívali dvě skladby, jednu jako duet Adama Lamberta a Helene Fischer – Who Wants to Live Forever a druhá, kterou zazpíval sám Adam s doprovodem Queen byla skladba I Want It All.

### Třetí album – The Original High
Dne 15. února vyšel v Billboard článek o tom, že Adam Lambert má uzavřenou smlouvu s nahrávací společností Warner Bros. Records a o jeho spolupráci na novém studiovém albu s Max Martinem a Shellbackem. Dne 29. ledna 2015 (v den svých 33 narozenin Adam Lambert oznámil na Twitteru, že jeho nové album, které vyjde v červnu se jmenuje The Original High, jeho výkonnými producenty jsou Max Martin and Shellback a první singl toho alba vyšel v dubnu, jmenuje se Ghost Town a už po měsíci od jeho uvedení do rádií v USA se dostal do TOP 40 hit na amerických rádiích i do čtyřicítky POP HITS Billoboard žebříčku. Kromě singlu Ghost Town Adam vydal z TOH (The Original High) ještě tři další písničky ke stažení: Underground, Another Lonely Night a Evil In The Night.

### Aktivity na pomoc LGBT komunitě
Lambert, který sám otevřeně přiznává, že je gay, přispěl k rozvoji rovnosti a sociální akceptace v LGBT komunitě. Byl prezentován Samem Sparro jako „Equality Idol Award“ na Equality California Los Angeles Equality Awards v srpnu 2011 za to, že je příkladným vzorem pro LGBT komunitu. Spolu se svou matkou byli oceněni na akci PFLAG (Parents, Families and Friends of Lesbians and Gays) National Los Angeles. Adam získal ocenění za svou roli při podpoře gayské komunity a jeho matka za podporu svého syna. Obdrželi ceny, které byly vzájemně propojené tak, aby dohromady tvořily znak PFLAG a symbolizovaly podporu od a pro rodiny a přátele osob LGBT.

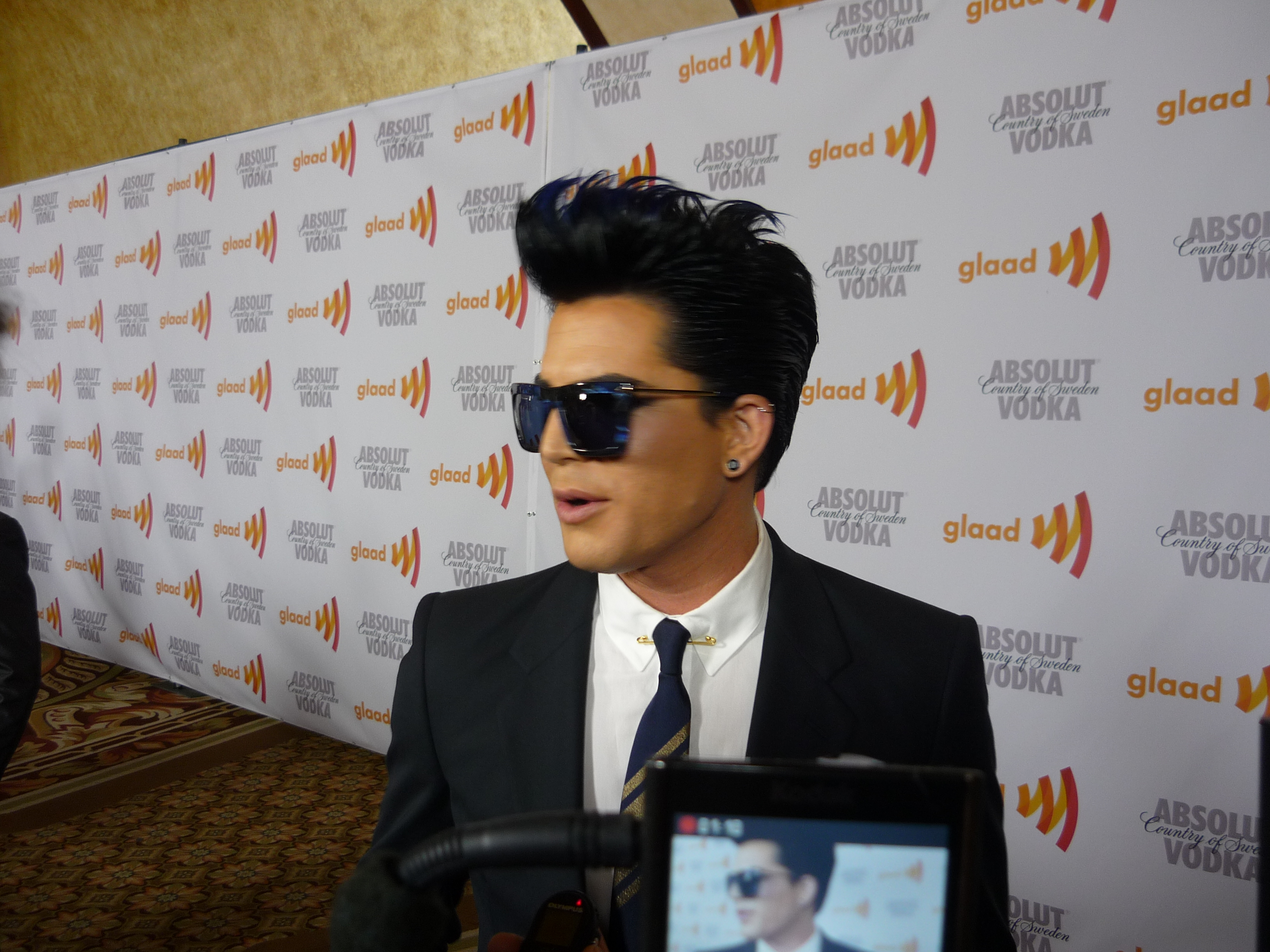
Adam Lambert 21. GLAAD Media Awards

V roce 2010 byl Lambert nominován na GLAAD Media Award jako výjimečný hudební umělec (“Outstanding Music Artist“). Tentýž rok propůjčil svůj hlas jeden a půl minutovému videu v kampani „It Gets Better“ na YouTube, projektu redaktora Dana Savage, který byl odpovědí na šikanu ve školách a následnou vlnu sebevražd mezi mládeží v LGBT komunitě.
V březnu dalšího roku vydal Billboard remixovou verzi své skladby „Aftermath“ z alba ‘For You Entertaiment’. Část zisku z tohoto remixu šla na podporu The Trevor Project, hlavní národní organizace, která se zabývá řešením krizových situací a prevencí sebevražd mládeže LGBT komunity. Dalších 43 500 dolarů vybral pro The Trevor Project při své spolupráci s Pennyroyal Studio, při které vytvořil šperk podle vlastního návrhu, „Peace pendant“. Sbírka Glambert Fan Army Adama Lamberta, pořádaná v říjnu 2011 pro MTV Dance Party Marathon, shromáždila peníze pro boj se šikanou na počest „Měsíce pro národní prevenci proti šikaně“ (National Bullying Prevention Month), které byly rozděleny mezi charitativní společnosti LGBT: GLSEN, It Gets Better Project, GSA, HRC, The Trevor Project and GLAAD. Lambert se také zúčastnil akce „going purple“, hnutí Spirit Day, které bylo založeno v roce 2010, na počest LGBT osob, které spáchaly sebevraždu, ve snaze podpořit LGBT mládež v boji proti šikaně.
8. prosince Adam Lambert vystoupil na benefičním koncertu „Cyndi Lauper & Friends: Home for the Holidays“, který získal prostředky na podporu organizací „True Colors Fund“ a „Forty to None Project“, cílené na rozšiřující se počet bezdomovců mezi mládeží LGBT komunity.
V lednu 2012 Lambert podotkl v exkluzivním rozhovoru pro anglický hudební časopis Pressparty, že navzdory sociálnímu pokroku v USA, mají před sebou stále dlouhou cestu, obzvlášť v hudebním průmyslu: „Stále toužím po tom, aby byla různorodost LGBT komunity šířeji zastoupena v zábavním průmyslu. Myslím, že ve filmu a TV byly udělány větší pokroky, ale v hlavním hudebním proudu jsme stále na začátku. Považuji se za post-gaye, který pracuje v pre-gay odvětví.“
V rozhovorech ohledně svého benefičního vystoupení v září 2012 na podporu Marylandského referenda ohledně sňatků homosexuálů se posunul kupředu a přijal více proaktivní roli v LGBT komunitě, když několik let předtím vyjádřil neochotu k tomu, aby byl brán jako vzor ať už z politického nebo jiného hlediska. V prohlášení, že rovnoprávnost manželství je věc, pro kterou se chce angažovat, Lambert také vyslovil své názory ohledně celé řady témat, včetně svého přesvědčení, že jsou to často obavy, které motivují většinu záporných hlasů vůči manželství párů stejného pohlaví, a že jediná šance jak pokročit vpřed v sexuálních preferencích je být k nim otevření a mluvit o nich. Uvedl také, že zákony, které neplatí pro všechny stejně, jsou spoluviníky „hanby a viny a utajování“, věcí, které jsou spojeny s LGBT komunitou a jejichž břímě by mělo být z příští generace sejmuto.
Lambert byl hlavní hvězdou, vystupující 14. dubna 2013 v Miami Beach na ‘Gay Pride Parade a Festivalu’ a obdržel zde také klíč k městu Miami Beach. Série rozhovorů, konaných při této příležitosti, byla zaměřena na jeho stále větší aktivitu ohledně LGBT problémů a přijetí jeho role jako vzoru pro gaye. 15. června Lambert vystupoval jako hlavní hvězda ‘Street koncertu’ na Pittsburgh Pride.
Dne 11. května 2013 Lambert obdržel v San Francisku prestižní cenu GLAAD Davidson/Valentini Award. Toto čestné ocenění se každoročně uděluje profesionálům z médií, kteří jsou otevřeně homosexuální, a kteří se zasloužili o významný posun v prosazování rovných práv LGBT komunity. Ve svém poděkování poukázal na generační posun v komunitě, která si zachovává rozmanitost perspektiv, ale zdůraznil nutnost sjednocení v jejím úsilí o uznání.

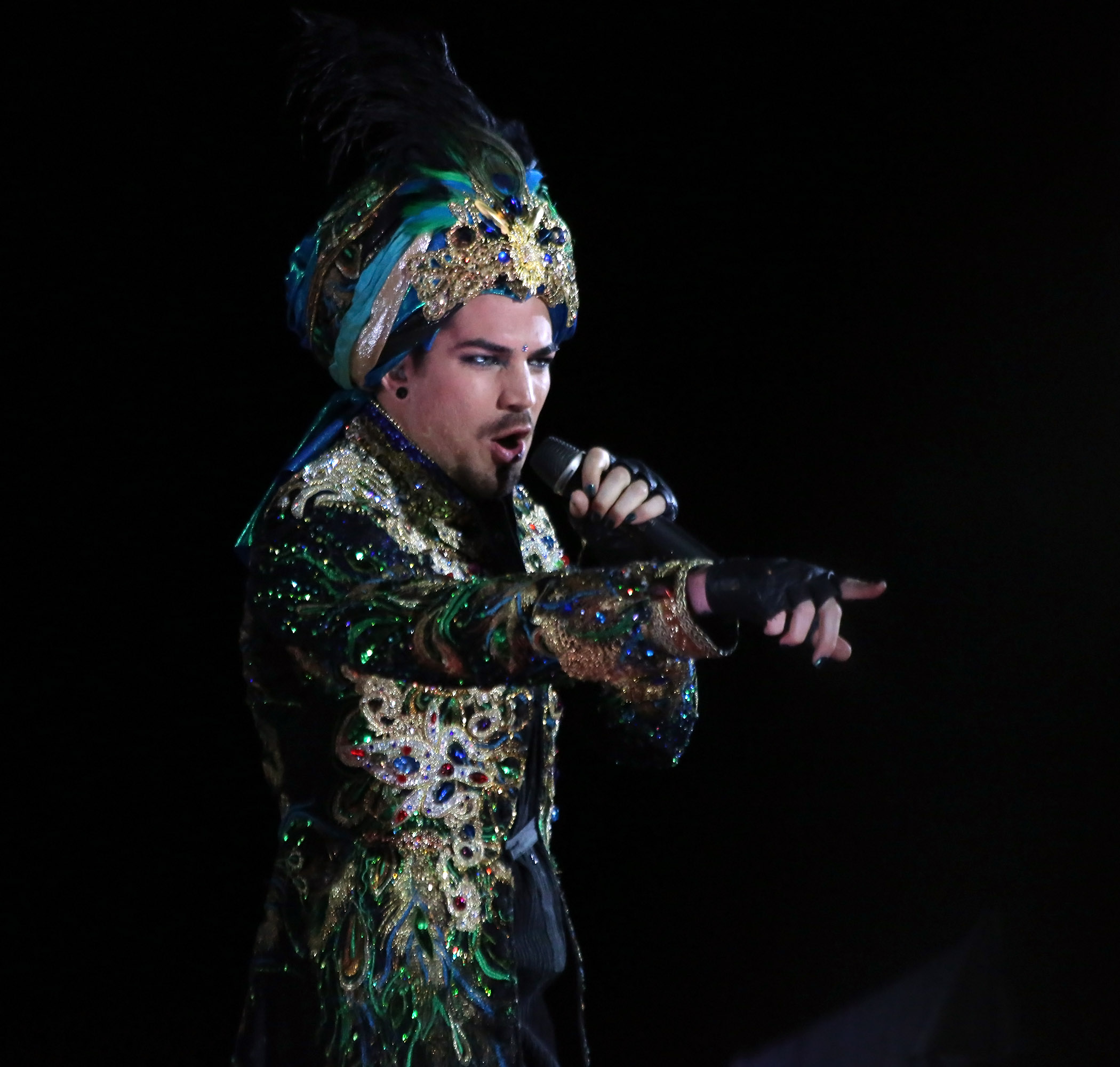
Adam Lambert na zahajovacím ceremoniálu charitativní akce Life Ball, Vídeň, květen 2013

Dne 30. května 2013 byl poctěn cenou „Hope of Los Angeles Award“, v souvislosti s 3. ročníkem ‘LGBT Heritage Month’ tohoto města. Tato cena je udělována výjimečným osobám, které pomohly prosadit práva své komunity v USA i ve světě. Cenu mu v City Hall (na radnici) předal Antonio Villaraigosa, primátor města Los Angeles, a nazval jej při tom „pochodní naděje“. Lambertova děkovná řeč se stočila k tématu vyzdvižení rozmanitosti v LGBT komunitě.
Lambert se účastní kampaně „The New F Word“ (nové slovo na F), sponzorováné organizací Friend Movement, která zahájila globální snahu s cílem na zvýšení sebevědomí a boji proti šikaně prostřednictvím pozitivních zobrazení v médiích a umění.
Na počest jeho koncertu na Pittsburské „Pride in the Street“, na němž byl hlavní hvězdou programu, složeném z účinkujících, sponzorovaných The Delta Foundation města Pittsburgh, byl 15. červen vyhlášen městskou radou města Pittsburgh „Dnem Adama Lamberta“.
Na počest Pride sezóny se Lambert spojil s AT&T a The Trevor Project pro celonárodní „Live Proud Campaign“, která proběhla začátkem léta 2013, aby shromáždila finance na pomoc LGBT komunitě k jejímu posílení, zvýšení povědomí a větší hrdosti. Lambert zaštítil tuto akci svým jménem a hlavně díky němu a jeho fanouškům, kteří se kampaně aktivně účastnili, přispěla AT&T 50 000 dolary, které byly nadaci The Trevor Project předány na soukromém finálovém koncertu 3. července, na kterém Adam Lambert účinkoval pro vítěze soutěže vyhlášené v této kampani a své fanoušky.

## Osobní život
Od listopadu 2010 byl Adam Lambert ve vztahu s finským reportérem a osobností reality TV Sauli Koskinenem, v dubnu 2013 ale oznámili svůj rozchod, který proběhl v přátelském duchu a Adam a Sauli by měli i nadále zůstat přáteli. V březnu 2019 Adam na Instagramu zveřejnil fotku se svým novým přítelem, Javi Costou Polem, ale kvůli odlišnému původu se dvojice v dobrém v listopadu 2019 rozešla. Adam momentálně žádného přítele nemá.

## Diskografie
- For Your Entertainment (2009)
- Trespassing (2012)
- The Original High (2015)
- Velvet (2020)
- High Drama (2023)